# Братин
Братин је мало ненасељено острво у хрватском делу Јадранског мора.
Острво се налази западно од насеља Убли на острву Ластову. Од Башког рта, код насеља Убли га дели око 0,8 км широк и до 65 метара дубок пролаз. Површина острва износи 0,175 км². Дужина обалске линије је 1,95 км..